# Paul Verner

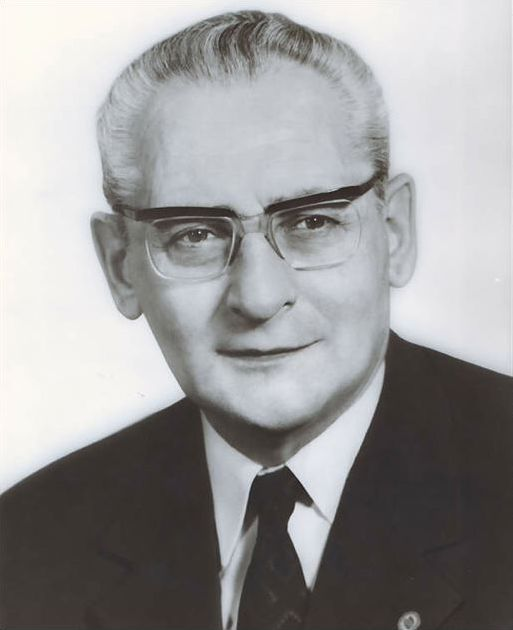
Paul Verner

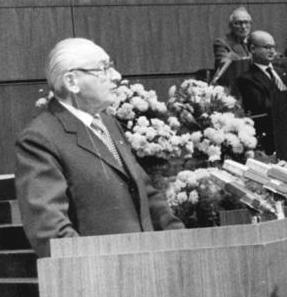
Paul Verner (1982)

Paul Verner (* 26. April 1911 in Chemnitz; † 12. Dezember 1986 in Ost-Berlin) war Mitglied des Politbüros des Zentralkomitees der SED in der DDR und stellvertretender Vorsitzender des Staatsrats der DDR.

## Leben

### Familie
Paul Verner wurde als Sohn des Metallarbeiters und Mitbegründers der KPD in Chemnitz, Wenzel Verner (1887–1938), und dessen Ehefrau Anna, die ebenfalls Kommunistin war, geboren. Sein jüngerer Bruder war Waldemar Verner (1914–1982), Offizier der Volksmarine der Nationalen Volksarmee der DDR, zuletzt stellvertretender Minister für Nationale Verteidigung der DDR im Rang eines Admirals.

### Jugend
Verner absolvierte eine Lehre als Maschinenschlosser. Er war in der kommunistischen Jugendarbeit aktiv, wurde 1925 Mitglied des Kommunistischen Jugendverbandes Deutschlands und 1929 der KPD und war danach Jugendfunktionär. Ab 1932 war er Korrespondent der Zeitschrift „Komsomolskaja Prawda“ in Moskau, ab Ende 1933 im skandinavischen Büro der Kommunistischen Jugendinternationale Redakteur der „Jugendinternationale“ und ab 1934 Redakteur der „Jungen Garde“ in Paris. Über die Niederlande und Belgien kam er 1936 nach Spanien, wo er als Gehilfe des Kriegskommandos der 15. Internationalen Brigade und Redakteur bei „El Voluntaria“ aktiv im Spanischen Bürgerkrieg war. 1939 ging er im Parteiauftrag nach Schweden. Dort wurde er verhaftet und war von 1940 bis 1942 in Smedsbo zuerst interniert und dann im Gefängnis inhaftiert. Ab 1943 war er als Metallarbeiter tätig.

### Nachkriegszeit

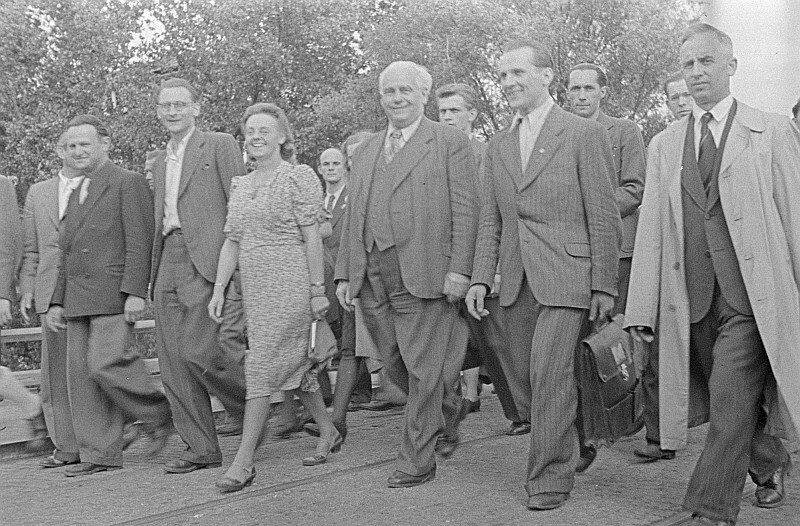
Während des I. Parlaments der FDJ im Juni 1946 (v. l. n. r.): Erich Glückauf, Paul Verner, Elly Winter, Wilhelm Pieck, Erich Honecker und Karl Schabrod.

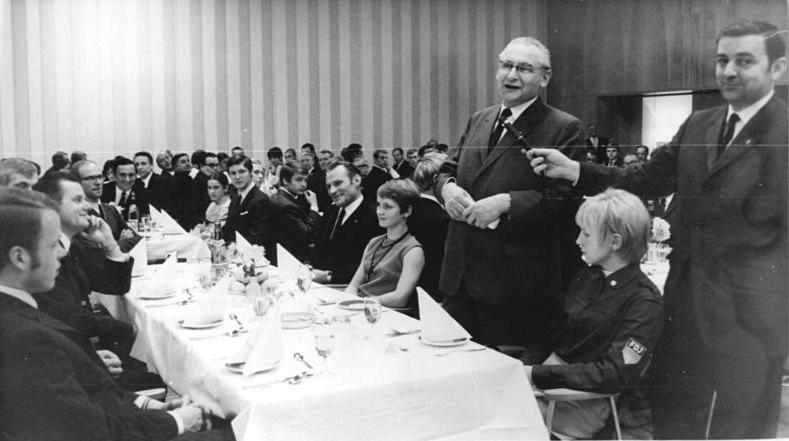
Paul Verner spricht auf einer Veranstaltung der SED-Bezirksleitung, Berlin 1970

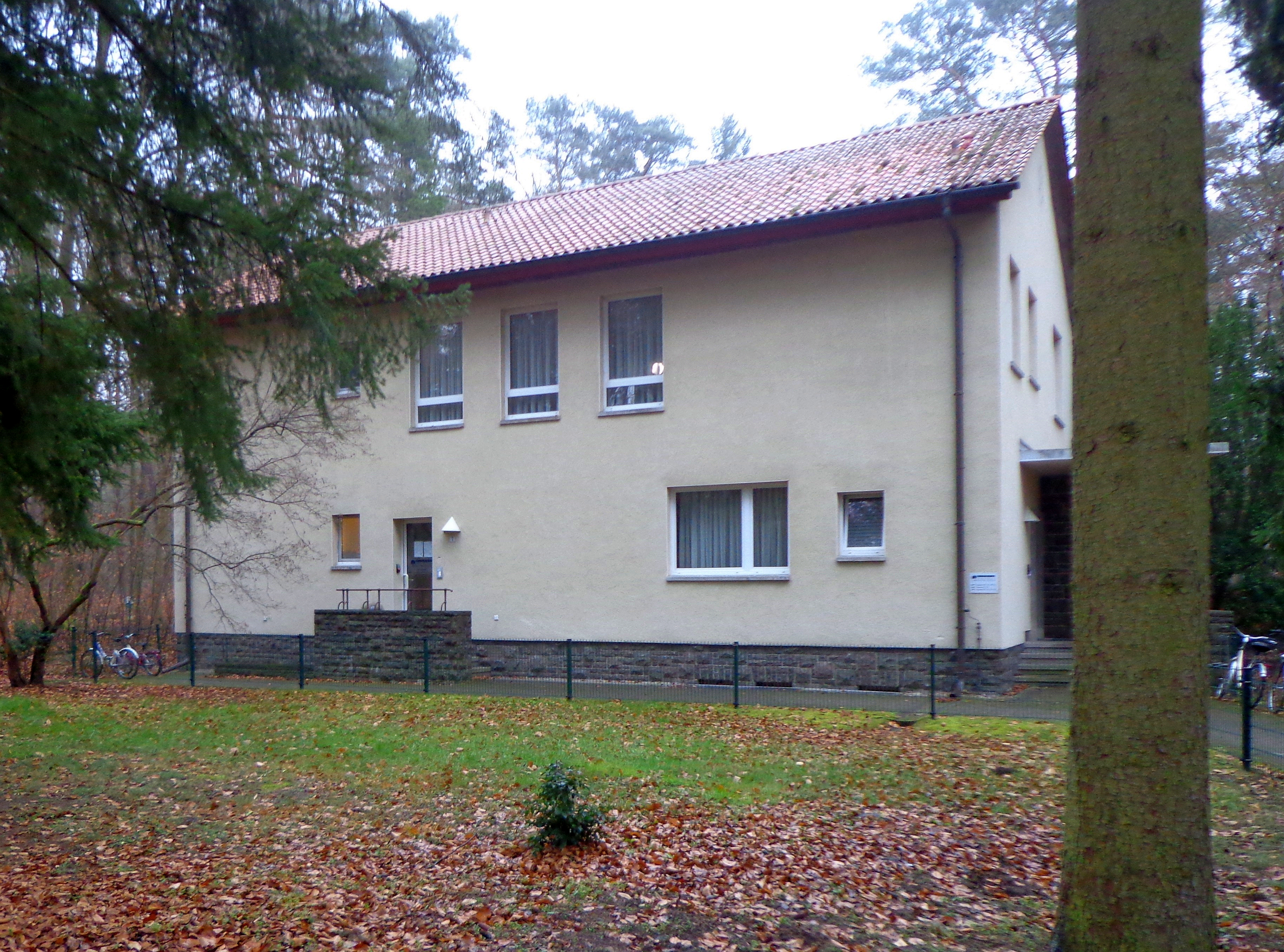
Waldsiedlung Wandlitz, das einst von Verner bewohnte „Haus 13“

Nach seiner Rückkehr 1946 nach Deutschland war er Chefredakteur im Verlag Neues Leben. Er trat der SED bei, wo er im Parteivorstand für Jugendfragen zuständig war, und war Mitbegründer der FDJ und Mitglied ihres Zentralrats.
1949 war er Leiter der Organisationsabteilung beim Zentralkomitee der SED. Seit 1950 war er Mitglied des Zentralkomitees, bis 1953 als Sekretär für gesamtdeutsche Fragen und bis 1958 als Leiter der Abteilung für gesamtdeutsche Fragen, in dieser Position verantwortlich für die konspirative Arbeit in der Bundesrepublik.
1958 wurde er Kandidat, 1963 Mitglied des Politbüros des ZK der SED. Von 1959 bis 1971 war er 1. Sekretär der SED-Bezirksleitung von Berlin. Seit 1958 war er auch Abgeordneter der Volkskammer, außerdem von 1963 bis 1971 Stadtverordneter von Berlin. 1971 wurde er Mitglied des Staatsrates und Vorsitzender des Volkskammerausschusses für Nationale Sicherheit sowie ZK-Sekretär für Sicherheit. Von 1971 bis 1983 war er Leiter der Jugendkommission beim Politbüro des ZK der SED, von 1972 bis 1976 Mitglied der Kommission zur Überarbeitung des SED-Statuts und seit 1981 Stellvertretender Vorsitzender des Staatsrates.

### Lebensabend
1984 trat er aus gesundheitlichen Gründen von allen Ämtern zurück. Er starb am 12. Dezember 1986 und seine Urne wurde in der Gedenkstätte der Sozialisten auf dem Zentralfriedhof Friedrichsfelde in Berlin-Lichtenberg beigesetzt. Die Urne seines Bruders Waldemar war bereits 1982 in der benachbarten Gräberanlage Pergolenweg bestattet worden.

## Ehrungen

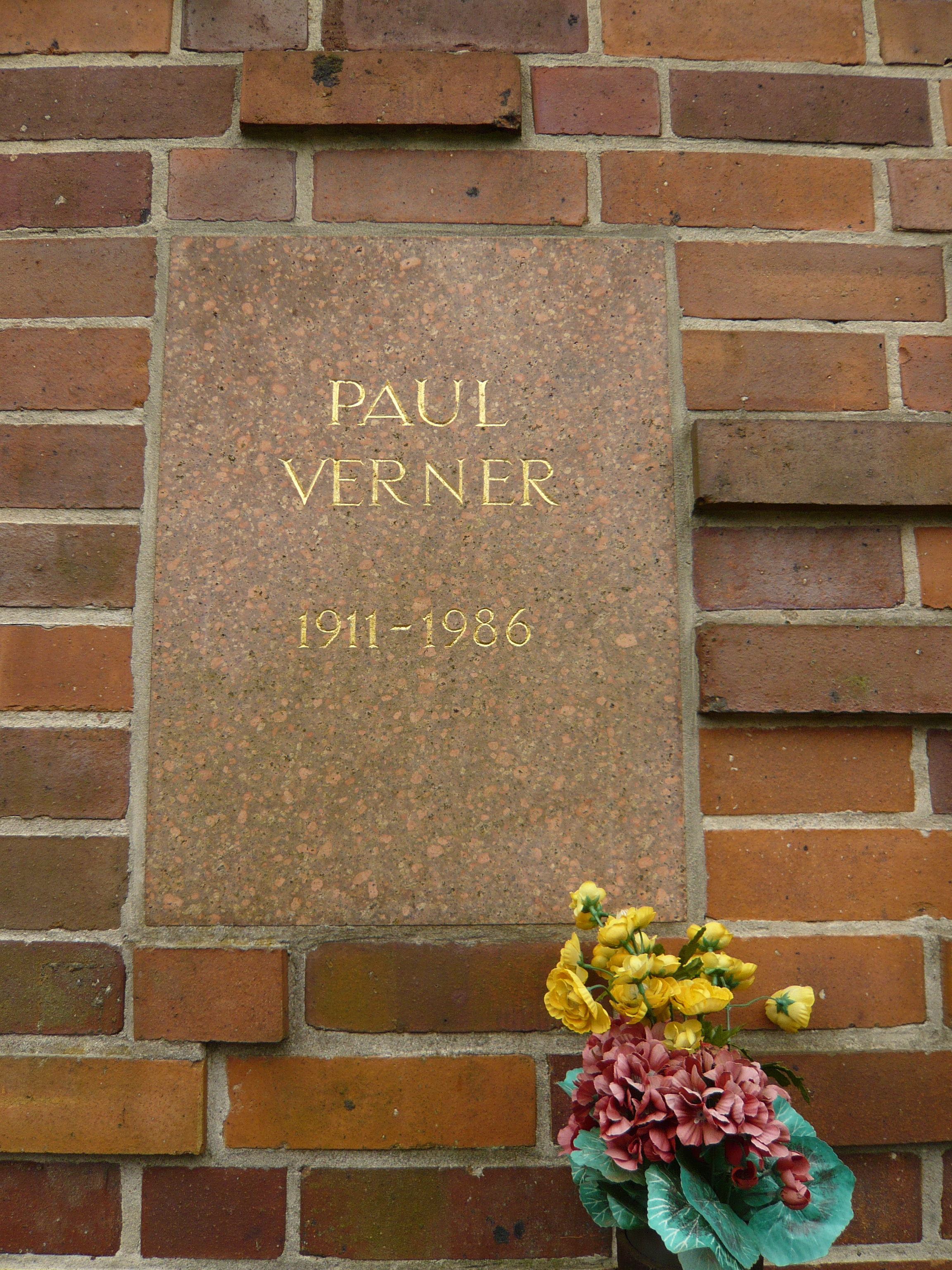
Grabstätte (2009)

Verner erhielt am 6. Mai 1955 den Vaterländischen Verdienstorden in Silber, 1961 ebenfalls den Vaterländischen Verdienstorden, 1969 und 1976 den Karl-Marx-Orden, 1971 die Ehrenspange zum Vaterländischen Verdienstorden und 1986 den Großen Stern der Völkerfreundschaft.
Nach Paul Verner wurde von 1987 bis 1992 in Berlin-Hellersdorf eine Straße benannt (heute Louis-Lewin-Straße), auch ein nahegelegener U-Bahnhof trug von 1989 bis 1991 den Namen Paul-Verner-Straße.

## Sonstiges
- In seinem Lied „Das macht mich populär“ dichtete Wolf Biermann über Verner: „Warum die Götter grad Berlin / Mit Paule Verner straften / Ich weiß es nicht. Der Gouverneur / Ließ neulich mich verhaften / … / Das ist der ganze Verner Paul: / Ein Spatzenhirn mit Löwenmaul / Der Herr macht es sich selber schwer / Er macht mich populär / …“. (Erschienen 1974)
- Sein jüngerer Bruder Waldemar Verner (1914–1982) war in der DDR Stellvertretender Minister für Nationale Verteidigung und Chef der Politischen Hauptverwaltung im Dienstgrad Admiral von 1959 bis 1978.
- Einem eigenständigen Truppenteil der Nationalen Volksarmee, dem BFEK-5, Spezialnachrichteneinheit des Militärbezirks Nord, Standort Jellen bei Goldberg, wurde sein Name am 28. Februar 1989 als Ehrenname verliehen.

## Schriften
- Für das Wohl der Arbeiterklasse und des ganzen Volkes. Ausgewählte Reden und Aufsätze. Dietz-Verlag, Berlin 1976
- Auf bewährtem Kurs für Sozialismus und Frieden. Ausgewählte Reden und Aufsätze. Dietz-Verlag, Berlin 1981